# Mine de sel gemme de Heilbronn
La mine de sel gemme de Heilbronn est une mine souterraine située à Heilbronn dans le Bade-Wurtemberg. Les propriétaires sont Südwestdeutsche Salzwerke. Depuis 1883, on extrait de la halite (sel gemme) du Muschelkalk moyen. Les puits Heilbronn, Franken et Konradsberg ont une profondeur allant jusqu'à 230 m. Pendant la Deuxième Guerre mondiale, des biens culturels y ont été entreposés. En 2006, on est passé du procédé à l'explosif à un procédé de taille (Continuous Miner). On extrait jusqu'à 5 000 000 tonnes de sel par an.
Depuis 1987, 800 000 tonnes de déchets spéciaux sont stockées chaque année. Environ 500 déchets différents issus de la production industrielle, de l'incinération des déchets et de décharges en surface sont stockés, dont des scories de hauts-fourneaux, des déchets d'amiante, des composés d'arsenic et des boues de galvanisation contenant du cyanure. Munis d'une autorisation spéciale, d'anciens stocks de produits phytosanitaires et de pesticides, des huiles minérales contenant des PCB et des résidus de laboratoire contaminés peuvent être stockés.
S'y ajoutent 2 292 tonnes de déchets de très faible activité provenant notamment des centrales nucléaires de Biblis, Gundremmingen et Philippsburg,.
Une enquête de télévision  allemande a désigné Heilbronn (et sa mine de sel gemme) et Herfa-Neurode (et sa décharge souterraine) comme les deux lieux les plus pollués d'Allemagne.